# Карлсруэ ФФ
«Карлсруэ ФФ» — немецкий футбольный клуб из одноимённого города, в настоящий момент[какой?] выступает в одной из[какой?] низших любительских лиг. Клуб основан 17 ноября 1891 года, домашние матчи проводит на стадионе «Спортплац ам Аденауэрринг». Главные успехи клуба пришлись на начало XX века, когда он стал чемпионом Германии и ещё дважды становился вице-чемпионом. В дальнейшем клуб уступил в конкуренции за право быть главным клубом в городе команде «Феникс Карлсруэ» и выступал преимущественно в любительских турнирах. В 2004 году клуб обанкротился, но был воссоздан в 2007 году.

## Достижения
- Чемпион Германии: 1910.
- Вице-чемпион Германии (2): 1907, 1912.